# Clossiana herzi
Clossiana herzi är en fjärilsart som beskrevs av Wnukowsky 1927. Clossiana herzi ingår i släktet Clossiana och familjen praktfjärilar. Inga underarter finns listade i Catalogue of Life.